# Terroranschlag in Kabul am 7. August 2019
Der Terroranschlag in Kabul am 7. August 2019 war ein Anschlag mit einer Autobombe, bei dem 14 Menschen ums Leben kamen und 145 weitere verletzt wurden. Die Taliban reklamierten den Anschlag für sich.

## Hintergrund
Ende September sollen Präsidentschaftswahlen in Afghanistan abgehalten werden. Insgesamt wurden im Juli 2019 bereits mehr als 1500 Zivilisten getötet oder verletzt. Seit Juli 2018 verhandeln die USA und Taliban über eine Lösung des bewaffneten Konflikts in Afghanistan. Bei den Friedensbemühungen geht es um Abzug amerikanischer Truppen und um eine Garantie der Taliban, dass Afghanistan kein „sicherer Hafen für Terroristen“ wird.

## Autobombe
Am 7. August 2019 explodierte ein mit Sprengsätzen beladenes Auto vor einer Polizeistation im Westen Kabuls. Dabei starben 14 Personen, 145 weitere wurden verletzt. Die Taliban reklamierten den Anschlag für sich und erklärten, der Anschlag habe einem „Rekrutierungszentrum des Feindes“ gegolten.